# Lagynochthonius johni
Lagynochthonius johni är en spindeldjursart som först beskrevs av Vladimir V. Redikorzev 1922.  Lagynochthonius johni ingår i släktet Lagynochthonius och familjen käkklokrypare. Inga underarter finns listade i Catalogue of Life.